# Contea di Haiyan
La contea di Haiyan (海晏县S) è una contea della Cina, situata nella provincia dello Zhejiang.